# Sellia Epyre

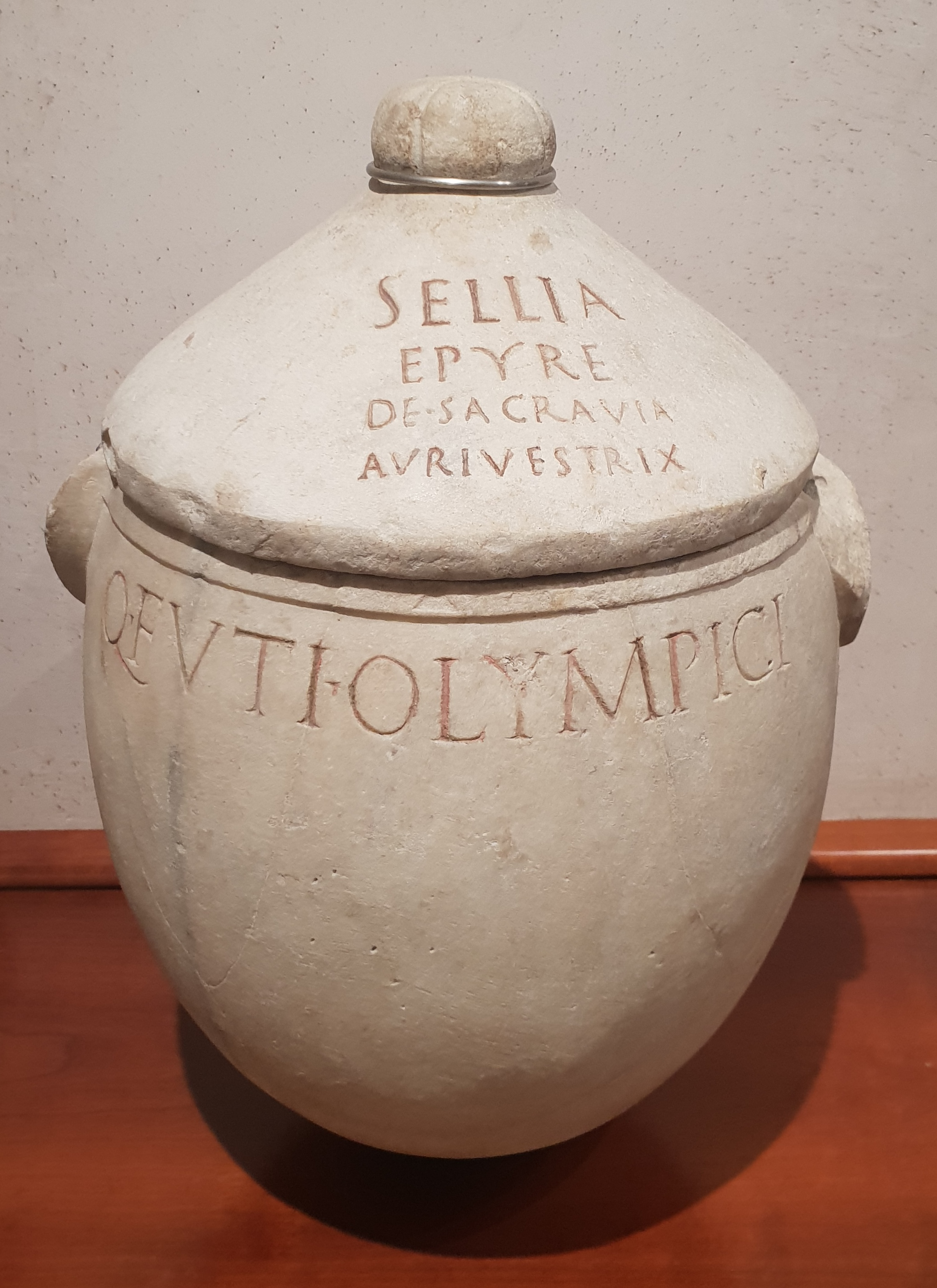
Urne der Sellia Epyre, heute im Museo Nazionale Romano in Rom

Sellia Epyre war eine antike römische Handwerkerin (Goldstickerin, aurivestrix), die in der ersten Hälfte des 1. Jahrhunderts in Rom tätig war.
Sellia Epyre ist neben Pompeia Helena, Serapa und Viccentia eine von nur ganz wenigen namentlich bekannten römischen Frauen im goldverarbeitenden Gewerbe. Wie auch die anderen Frauen ist sie einzig von ihrer Grabinschrift bekannt, die auf den Deckel einer marmornen Urne geschrieben wurde. Die Urne unbekannten Fundorts gehört heute zum Bestand des Museo Nazionale Romano in Rom. Werke, die man ihr zuweisen könnte, sind nicht bekannt. Die Inschrift lautet:

“SELLIA EPYRE DE SACRA VIA AURIVESTRIX Q FUTI OLYMPICI”

„Sellia / Epyre / de sacra via / aurivestrix // Q(uinti) Futi Olympici“

Die Grabinschrift derselben Frau befindet sich im 3. Columbarium der Vigna Codini an der Via Appia:

“SELLIA EPHYRE DE SACRA VIA M”

„Sellia / Ephyre / de sacra via / m(ortua)“

Sellia Epyre hatte demnach ihre Werkstatt und damit auch ihren Laden an der Via Sacra. Der Begriff aurivestrix verbindet die Worte aurum für Gold und vestio für Kleid, kann also mit Goldstickerin übersetzt werden. Sellia Epyre war demnach eine Handwerkerin, die in den von ihr gestalteten Kleidern Gold – sicher Goldfäden – verarbeitete und damit einen gehobenen Kundenstamm bedient haben dürfte. Zudem musste sie als Geschäftsfrau auch Zugang zu entsprechenden finanziellen Mitteln gehabt haben, um diesen Beruf mit seinem Kapitalaufwand aufgrund der teuren Rohstoffe, die sie verarbeitete, leisten zu können. Auch der Standort an der Via Sacra spricht für ein Geschäft der gehobeneren Klasse, denn dort befand sich auch die Geschäfte mehrerer inschriftlich nachgewiesener Goldschmiede (Marcus Caedicius Iucundus, Marcus Caedicius Eros, Lucius Saufeius Eros).
Der Name Ep(h)yre spricht für eine griechische Herkunft. Er spielt auf die griechische Region Epirus an und bedeutet dementsprechend Epirerin. Der Status von Sellia Epyre bleibt jedoch unklar. Anhand der gegebenen Informationen kann nicht mit Sicherheit gesagt werden, ob sie Sklavin, beziehungsweise dann wohl eher Freigelassene, oder ob sie eine Freigeborene war. Bewohner der Stadt Rom mit griechischem Namen waren sehr häufig Freigelassene oder Nachkommen von Freigelassenen, somit ist diese Annahme auch hier naheliegend.
Nicht völlig gesichert ist die Beziehung zum ebenfalls auf der Vase im Genitiv verzeichneten Quintus Futus Olympicus. Dieser wird auf dem Körper der Urne, aber in einer anderen Schriftart erwähnt, während die Inschrift für Sellia Epyre auf den Deckel geschrieben wurde. Demnach beinhaltete die Urne entweder die Asche von zwei Personen oder wurde sekundär wiederverwertet. Eine weitere Möglichkeit ist, dass Quintus Futus Olympicus die Urne für Sellia Epyre gestiftet hatte. Dagegen spricht jedoch, dass beiden Teile der Inschrift unterschiedlich und wohl zu verschiedenen Zeitpunkten ausgeführt wurden, zudem war es allgemein üblich, solche Stiftungen zu vermerken. Am wahrscheinlichsten waren beide ein Ehepaar, die Nennung des Namens des Mannes bei der Grabinschrift der Ehefrau im Genitiv ist dabei der Standard. Dass für Sellia Epyre anders als Quintus Futus Olympus ihr Beruf auf der Urne angegeben wurde, spricht für einen gewissen Stolz auf diese Tätigkeit, der noch über den Tod hinaus andauerte.